# Luiza z Hesji-Kassel
Ludwika Wilhelmina Fryderyka Maria Karolina Augusta Julia, duń. Louise Vilhelmine Frederikke Maria Caroline Augusta Julie (ur. 7 września 1817 w Kassel, zm. 29 września 1898 w pałacu Bernstorff w Gentofte) – księżniczka Hesji-Kassel, królowa Danii w latach 1863-1898.

## Zarys biografii
Urodziła się jako córka landgrafa Hesji Wilhelma oraz duńskiej księżniczki Luizy Charlotty. Wychowała się jednak w Danii, gdzie jej ojciec służył w armii, i tam otrzymała staranne wykształcenie.
Wyszła za mąż za następcę tronu Danii księcia Chrystiana (panował jako Chrystian IX). Uroczystość odbyła się 26 maja 1842 r. w pałacu Amalienborg w Kopenhadze. Młoda para przez 20 lat mieszkała w tzw. Żółtym Pałacu (Det gule Palæ) położonym tuż obok pałacu królewskiego Amalienborg. Królowa Ludwika poświęcała swój czas rodzinie i dobroczynności, co przysparzało jej popularności.

### Potomstwo Chrystiana IX i Luizy
- Fryderyk VIII (1843-1912), król Danii
- Aleksandra (1844-1925), królowa Wielkiej Brytanii
- Wilhelm (Jerzy I) (1845-1913), król Grecji
- Dagmara (1847-1928), cesarzowa Rosji Maria Fiodorowna
- Thyra (1853-1933)
- Waldemar (1858-1939)

Królowa Luiza została pochowana w katedrze w Roskilde.

## Odznaczenia
- 1892 – Order Słonia (pierwsza kobieta odznaczona tym orderem)[1]
- 1883 – Wielki Komandor Orderu Danebroga (z okazji 66. urodzin)[1]
- Order Wiktorii i Alberta I klasy (Wielka Brytania)[2]
- Order Świętego Karola I klasy (Meksyk)[3]
- Order Królowej Marii Luizy (Hiszpania)[4]